# Joan Salvat-Papasseit
Joan Salvat-Papasseit (Barcelone, 1894-1924), est un écrivain et poète moderniste espagnol d'expression catalane, principal représentant du courant futuriste en littérature catalane.
Mort prématurément, il laisse une œuvre inclassable, empreinte d'idéalisme et formellement novatrice. Sa poésie, à la fois avant-gardiste et marquée par la tradition catalane, est saluée en 1919 avec la publication d'un premier recueil, Poemes en ondes hertzianes illustré par Joaquín Torres García, suivi par La gesta dels estels (1922) et El poema de la rosa als llavis (1923).
La ville de Barcelone lui a rendu hommage en érigeant en 1992 sur le port, au Moll de Bosch i Alsina, une statue en bronze le représentant, avec sur le socle, le poème « Nocturn per a acordió ». Ses poèmes ont été portés en musique par, entre autres, Lluís Llach, Ovidi Montllor, Joan Manuel Serrat, ou encore Carles Andreu.

## Biographie
Joan Salvat-Papasseit est né à Barcelone le 16 mai 1894. Son père Joan disparaît en 1901 lors du naufrage du Montevideo, navire de la Compañía Trasatlántica Española (en). Il doit alors travailler pour aider sa famille tout en suivant des cours à l'école de la Llotja.
L'engagement politique de Salvat-Papasseit prend place au moment de la Semaine tragique, en 1909. Il se rapproche du milieu anarchiste. Il devient secrétaire général de l'Ateneo Enciclopédico Popular. Ses plus proches amis sont Emilio Eroles, Joan Alavedra i Segurañas et Antonio Palau y Dulcet, avec lesquels ils forment en 1911 le groupe « Col·lectors d'escopinyes i bolets », composant poèmes et pamphlets dans les rues de Barcelone. En 1912, il rencontre Carme Eleuterio i Ferrer qu'il épouse en 1918.
En 1914, il entre au comité de rédaction de la revue Los Miserables.

## Œuvres

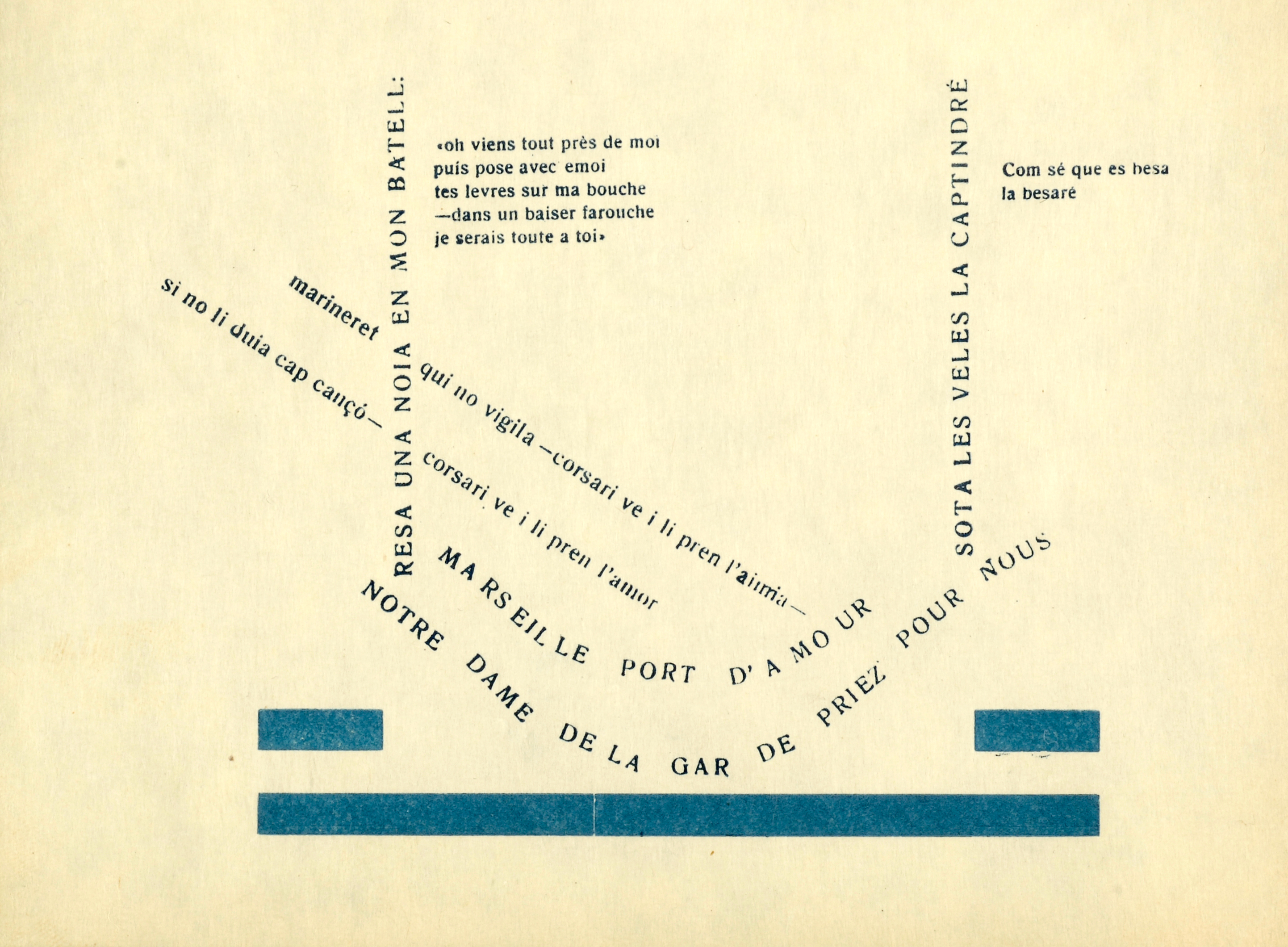
Calligramme tiré du recueil El poema de la rosa als llavis (1923).

### Poésie
- Poemes en ondes hertzianes (1919)
- (ca) L'irradiador del Port i les gavines, Barcelona, Atenes A.G., 1921, 125 p. (lire en ligne).
- Les conspiracions (T1922)
- La gesta dels estels (1922)
- El poema de la rosa als llavis (1923)
- Óssa Menor (1925)

### Essais et articles
- Glosas de un socialista (1916)
- Humo de fábrica (1918)
- Mots propis,
- La ploma d'Aristarc

### Manifestes ou textes programmatiques
- Sóc jo que parlo als joves (1919)
- Concepte de poeta (1919)
- Contra els poètes amb minúscula: primer manifest català futurista (1920)

### Magazines littéraires fondés et cofondés
- Un Enemic del Poble (1917–1919)
- Arc-Voltaïc (1918)
- Proa (1921)